# Uma Aaltonen
Ulla-Maija "Uma" Aaltonen (28 tháng 8 năm 1940, Vihti - 13 tháng 7 năm 2009, Helsinki) là một tác giả Phần Lan, nhà báo và chính trị gia của Green League.

## Đầu đời và giáo dục
Aaltonen được nuôi dưỡng trong một trang trại và học cách yêu thương động vật khi còn rất nhỏ. Bà theo học ngành báo chí, xã hội học và tâm lý học tại Đại học Tampere.
Là một nhà báo, bà đặc biệt quan tâm đến các vấn đề về sự tàn ác đối với trẻ em và động vật. Sau đó bà sở hữu trang trại của riêng mình. Aaltonen đã dành nhiều năm để vận động cho một bức tượng ở Seinajoki kỷ niệm những con ngựa chiến. Tượng đài được khánh thành vào năm 1996.
Aaltonen được chẩn đoán mắc bệnh đa xơ cứng vào năm 1993.

## Sự nghiệp
Aaltonen đã làm việc như một nhà báo tại YLE và đóng góp cho tạp chí Anna. Bà đã viết một số cuốn sách cho những người trẻ tuổi về giáo dục giới tính và sự tàn ác với động vật.
Năm 1994, bà là người quản lý cho chiến dịch tranh cử tổng thống của Elisabeth Rehn.
Aaltonen phục vụ trong Nghị viện Châu Âu từ năm 2003 đến 2004 đại diện cho đảng Greens-EFA,  sau khi chính trị gia đồng hương của Đảng Xanh Heidi Hautala trở lại Quốc hội Phần Lan. Trong nhiệm kỳ của mình, Aaltonen là một người bênh vực thẳng thắn cho các bệnh nhân châu Âu mắc MS. Vào tháng 12 năm 2003, bà phát biểu trước Nghị viện Châu Âu về những lo ngại liên quan đến sự phân biệt đối xử với những người mắc MS ở Liên minh Châu Âu.
Vào mùa thu năm 2008 của Aaltonen được bầu vào Hội đồng thành phố Vihti.

## Qua đời
Aaltonen kêu đau vào đầu tháng 7 năm 2009 và được đưa vào Bệnh viện Töölö ở Helsinki. Bà đột ngột qua đời vào ngày 13 tháng 7 năm 2009 và được chôn cất tại Nghĩa trang Hietaniemi ở Helsinki.